# Izokwanta
Izokwanta (krzywa jednakowego produktu) to krzywa przedstawiająca wszystkie kombinacje dwóch czynników wytwórczych pozwalające osiągnąć dany rozmiar produkcji.

## Założenia
Produkcja dobra P wymaga tylko dwóch czynników wytwórczych (V1 i V2), które są w stosunku do siebie komplementarne (dają pożądany efekt tylko w zastosowaniu łącznym) i substytucyjne (można je łączyć w różnych proporcjach).

## Rodzaje izokwant
Izokwanty mogą charakteryzować się:

Wykres izokwant charakteryzujących się substytucją niepełną.

- substytucją niepełną - żadnego z czynników produkcji nie można całkowicie zastąpić drugim.
- substytucją pełną względem jednego czynnika produkcji - czynnik produkcji V1 można w całości zastąpić czynnikiem produkcji V2.

- substytucję pełną względem obu czynników produkcji - zarówno czynnik V2 można w całości zastąpić czynnikiem V1, jak i czynnik V1 czynnikiem V2.

Kształt izokwant wynika z działania prawa malejącej krańcowej stopy technicznej substytucji. Są one wypukłe względem początku układu współrzędnych.

## Szczególne przypadki izokwant
Jeżeli czynniki produkcji można łączyć tylko w określonym stosunku, to krzywą jednakowego produktu nazywamy krzywą idealnej komplementarności. Ma ona kształt ramion kąta prostego.
Jeżeli stopa substytucji jest stała, to izokwanta ma kształt prostej o ujemnym nachyleniu.